# Vigibweni Island
Vigibweni Island är en ö i Kenya.   Den ligger i länet Kwale, i den södra delen av landet, 500 km sydost om huvudstaden Nairobi.
Terrängen på Vigibweni Island är varierad. Öns högsta punkt är 5 meter över havet. Omgivningarna runt Vigibweni Island är en mosaik av jordbruksmark och naturlig växtlighet.